# 自我心理学
自我心理学（じがしんりがく、独: Ich Psychologie）は、アンナ・フロイトによって創始された精神分析の一学派。もしくはジークムント・フロイトの展開した心的構造論に基づく精神分析を指す。
一般心理学における自我心理学と区別するために、特に精神分析的自我心理学とよばれることもある。代表的な研究者に、自我の防衛機制を整理・分類したアンナ・フロイト、自我の適応機能を重視したハインツ・ハルトマン、心理―社会的発達段階を仮定したエリク・エリクソンらがいる。

## 概要
自我心理学ではジークムント・フロイトの後期の思想「抑圧されるものに注目しすぎてきた。私たちは抑圧するものにも注目しなくてはならない」という言葉から始まった自我に注目する精神分析を指している。これは明らかにフロイトの意向に沿うものなので、直系の精神分析学として自我心理学は展開されてきた。実際にフロイト自身も自我心理学と自分の行っている精神分析を呼ぶ事もあった。
1930年代から40年代にかけて繰り広げられた「アンナ‐クライン論争」において、父フロイトが娘アンナを支持したことから、一般に正統派精神分析と位置づけられているが、ただしこの点については、フロイトの情実が絡んでいたのではないかという見方もある。
無意識よりも自我に研究を移し、自我の自律性や現実適応や機能、また防衛やその社会的行動についての幅広い心理学として展開される。自我の研究に関してはアメリカの精神医学において学ぶのがスタンダードになるほど、自我心理学は心理学一般に比較的受け入れられた。

## 批判
他学派からは、もっぱら表層的な解釈に終始しているという批判に長くさらされてきた。これは、本学派が主に意識をコントロールする自我の優位性を強調したためである。無意識の働きを重視するクライン派や、その流れを汲む対象関係論学派などと激しく対立したのも、このことに起因している。
フランスの精神分析家ジャック・ラカンは、創始者のアンナ・フロイトに引っ掛けて、「アナ・フロイディズム」（反フロイト派）と揶揄したが、これはラカンがフロイト理論の真価を一連の無意識に関する考察に見出したことによる。

## 統合
1950年代後半になると、神経症への投薬治療が可能になった事や、対象関係論による境界例治療が有効だった事により、自我心理学はその地位をかなり落としたと言われている。しかし現代はむしろ無意識を重視する学説や、対象関係論の理論との統合が行われている。その代表例としては境界例治療のオットー・カーンバーグによって自我心理学と対象関係論が先駆的に統合されたのが有名である。
日本では、1960年代から70年代初頭にかけて、精神分析学者の小此木啓吾らによって、積極的に紹介がなされた。ただし対象関係論に比べると自我心理学はフロイトの精神分析をほぼ踏襲しているため、独自的な面が少なく、自我心理学それ自体よりはハインツ・ハルトマンやエリク・エリクソンの理論として紹介されたり、また古典的な精神分析として紹介される事が多い。よって自我心理学と言うと、もっぱら上記の精神分析家を指したり、もしくはフロイトの古典的な精神分析を直接指す言葉として使用されているようである。

## 関連人物
- ジークムント・フロイト
- アンナ・フロイト
- ハインツ・ハルトマン
- エリク・エリクソン
- エディース・ジェイコブソン